# 11월 30일
11월 30일은 그레고리력으로 334번째(윤년일 경우 335번째) 날에 해당한다. 이 날은 11월의 마지막 날이다.

## 사건
- 1782년 - 미국과 영국이 파리 평화 예비조약안에 서명함.
- 1905년 - 고종의 시종무관장 민영환, 을사보호늑약 체결을 개탄하며 자결
- 1905년 - 주한 영국공사관 철수
- 1936년 - 영국의 수정궁 화재로 소실
- 1939년 - 겨울전쟁 발발
- 1966년 - 바베이도스, 영국으로부터 독립
- 1980년 - 대한민국, 언론 통폐합 추진. 동양방송, 동아방송이 고별방송 후 폐국했다.
- 1982년 - 역사적 명반이자 세계에서 가장 많이 팔린 앨범 마이클 잭슨의 Thriller 발매
- 2002년 - 여중생 추모 촛불 집회 시작
- 2008년 - 일본 신칸센 0계 전동차가 고다마 659호(오카야마~하카타)운행을 끝으로 산요 신칸센 정기 운용에서 완전히 은퇴.
- 2009년 - 조선민주주의인민공화국이 구 100원을 신 1원으로 바꾸는 화폐개혁 실시
- 2013년 - 모잠비크에서 앙골라로 향하는 모잠비크 항공 여객기가 나미비아 북동쪽 국경지대에 추락해 승객과 승무원 등 33명이 전원 사망하였다.
- 2016년 - 대한민국 대구광역시 중구 서문시장 4지구에서 새벽 2시경에 대형화재가 발생, 상가 800여 곳을 태웠다.

## 문화
- 1968년 - 1899년부터 서울시내에서 경성전기주식회사(현재의 한전)가 운영하던 전차(경성전차)의 운행이 전면중단되다.
- 1980년 - 언론통폐합 단행. TBC 동양방송(서울본사 및 부산지국), DBS 동아방송 고별방송.
- 1998년
  - WBS FM 라디오 방송 개국.
  - 대한민국 전라북도에서 전북원음방송 개국.
- 2001년
  - 대한민국 인천광역시에서 TBN 인천교통방송 개국.
  - 대한민국 대구광역시에서 KBS대구방송총국 제2라디오 FM 방송 개국(HLQH-SFM, 102.3㎒, 출력 3㎾).
- 2007년 - 일산신도시에 MBC 드림센터 개관.
- 2008년 - 일본 신칸센 0계 전동차가 고다마 659호(오카야마발 하카타)운행을 끝으로 산요 신칸센에서 완전히 은퇴하였다.
- 2011년 - 
  - 인천국제공항철도 공덕역 개통.
  - MBN 매일경제TV, 경제보도전문채널 케이블TV, 국내위성 스카이라이프,위성,지상파DMB가 마지막 방송과 동시에 폐국하다.
- 2013년 - 분당선 망포 - 수원 구간 개통.
- 2023년
  - 상봉시외버스터미널이 38년만에 폐업했다.
  - SBS 러브FM의 생생가요가 27년 만에 폐지되었고, 이현경의 뮤직토피아가 23년 만에 폐지되었다.
- 2024년 - 매드포갈릭 안양범계점이 영업을 종료했다.

## 탄생
- 1508년 - 베네치아 공화국의 건축가 안드레아 팔라디오. (~1580년)
- 1667년 - 영국계 아일랜드의 소설가 조너선 스위프트. (~1745년)
- 1835년 - 미국의 소설가, 작가 마크 트웨인. (~1910년)
- 1858년 - 오스트리아의 작가, 인권운동가 로자 마이레더. (~1938년)
- 1874년
  - 캐나다의 소설가 루시 모드 몽고메리. (~1942년)
  - 영국의 정치인 윈스턴 처칠. (~1965년)
- 1893년 - 일제 강점기와 대한민국의 유림 이명세. (~?)
- 1902년 - 일제강점기 조선의 언론인 이능선. (~1963년)
- 1919년 - 대한민국의 동양화가 김영기. (~2003년)
- 1923년
  - 대한민국의 바둑 기사 조남철. (~2006년)
  - 대한민국의 정치인 김재순. (~2016년)
- 1924년 - 미국의 정치인 셜리 치좀. (~2005년)
- 1926년 - 미국의 내분비학자 앤드루 섈리. (~2024년)
- 1928년 - 대한민국의 여성운동가, 위안부 피해자 길원옥. (~2025년)
- 1931년 - 미국의 영화배우 잭 깅. (~2022년)
- 1934년 - 기니의 제5~8대 대통령 란사나 콩테. (~2008년)
- 1936년 - 미국의 활동가 애비 호프만. (~1989년)
- 1937년
  - 영국의 영화 감독, 프로 듀서 리들리 스콧.
  - 러시아의 작곡가 예두아르트 아르테미예프. (~2022년)
- 1938년 - 프랑스의 영화 감독 장 외스타슈. (~1981년)
- 1940년 - 핀란드의 창던지기 선수 파울리 네발라. (~2025년)
- 1941년 - 대한민국의 배우 나문희.
- 1942년 - 대한민국의 화가 함섭. (~2024년)
- 1943년 - 미국의 영화 감독 테런스 맬릭.
- 1945년
  - 루마니아의 피아니스트 라두 루푸. (~2022년)
  - 미국의 영화배우 빌리 드래고. (~2019년)
- 1948년 - 중화인민공화국의 영화배우 쉬사오슝.
- 1949년 - 대한민국의 방송인 허참. (~2022년)
- 1955년
  - 미국의 영화배우 케빈 콘로이. (~2022년)
  - 미국의 정치인 리처드 버.
  - 잉글랜드의 가수 빌리 아이들.
- 1956년 - 대한민국의 요리 연구가 이혜정.
- 1957년 - 대한민국의 외무공무원, 제4대 외교부 조현.
- 1960년
  - 대한민국의 배우, 가수 최란.
  - 영국의 전 축구 선수 게리 리네커.
  - 이스라엘, 팔레스타인의 배우 히암 아바스.
- 1964년
  - 대한민국의 희극인 노유정.
  - 대한민국의 배우 김종수.
- 1965년
  - 일본의 황족 아키시노노미야 후미토.
  - 대한민국의 배우 김태형.
  - 대한민국의 기자, 정치인 이훈기.
  - 대한민국의 전 핸드볼 선수 강재원.
  - 미국의 배우, 영화감독 벤 스틸러.
  - 미국의 텔레비전 감독, 프로듀서, 각본가 라이언 머피.
- 1966년 - 대한민국의 가수 김신우.
- 1967년 - 대한민국의 희극인 김용만.
- 1968년
  - 일본의 성우 겸 가수 마츠모토 리카.
  - 대한민국의 가수 우연이.
- 1969년 - 미국의 배우 에이미 라이언.
- 1970년 - 캐나다의 배우 샌드라 오.
- 1971년 - 대한민국의 기자 조종옥. (~2007년)
- 1973년
  - 대한민국의 배우, 가수 임창정.
  - 대한민국의 전 배우 이정희.
  - 캐나다의 프로레슬링 선수 크리스천.
- 1974년
  - 홍콩의 배우, 가수 종한량.
  - 대한민국의 가수 박현.
- 1975년
  - 대한민국의 방송인 이지연.
  - 이란의 축구 선수, 축구 코치 메흐르다드 미나반드. (~2021년)
  - 미국의 가수 민디 매크리디. (~2013년)
- 1976년
  - 대한민국의 야구 선수 박진만.
  - 대한민국의 배우 이병훈.
  - 대한민국의 가수, 작사가, 작곡가 토마스 쿡.
- 1977년
  - 대한민국의 아나운서 김정근.
  - 미국의 전자 음악가 스티브 아오키.
- 1978년
  - 대한민국의 장애인 탁구 선수 문성혜.
  - 멕시코의 배우 가엘 가르시아 베르날.
  - 대한민국 출신 미국 스키 선수 토비 도슨.
  - 미국의 작가, 만화가 로버트 커크먼.
- 1979년 - 캐나다의 배우 디에고 클래튼호프.
- 1980년 - 대한민국의 작가 조예현.
- 1981년
  - 대한민국의 영화 감독 김보라.
  - 대한민국의 아나운서 한상헌.
- 1982년
  - 대한민국의 배우 정애연.
  - 대한민국의 희극인 장기영.
- 1983년
  - 프랑스의 배우 기욤 구익스.
  - 스페인의 배우 카를라 니에토 헬리.
- 1984년
  - 대한민국의 희극인 김지민.
  - 대한민국의 만화가 계란계란.
  - 네덜란드의 축구 선수 나이젤 더 용.
- 1985년
  - 미국의 모델 크리시 티건.
  - 미국의 배우 케일리 쿼코.
  - 우크라이나의 권투 선수 타라스 셸레스튜크.
  - 일본의 배우 미야자키 아오이.
  - 일본의 배우 미츠시마 히카리.
- 1986년
  - 대한민국의 배우 이소윤.
  - 대한민국의 정치인 이용기. (~2025년)
  - 헝가리의 가수 보기.
- 1987년
  - 대한민국의 아나운서 김민정.
  - 에콰도르의 정치인 다니엘 노보아.
  - 일본의 축구 선수 요시이 나오토.
- 1988년
  - 일본의 가수 아오이 에이르.
  - 일본의 축구 선수 세구치 다쿠야.
- 1989년
  - 대한민국의 쇼트트랙 스피드 스케이팅 선수 이정수.
  - 대한민국의 배구 선수 배유나.
  - 대한민국의 배우 손우현.
- 1990년
  - 대한민국의 가수 우연수.
  - 그리스의 육상 선수 엘레프테리오스 페트루니아스.
- 1991년
  - 대한민국의 가수 장들레.
  - 대한민국의 전직 스타크래프트 프로게이머 유영진.
- 1992년
  - 대한민국의 미스코리아 출신 배우 이정빈.
  - 조선민주주의인민공화국의 축구 선수 안성일.
- 1993년
  - 영국의 배우 미아 고스.
  - 일본의 가수, 배우 지넨 유리 (Hey! Say! JUMP).
- 1994년
  - 대한민국의 체조 선수 박지연.
  - 대한민국의 피겨 스케이팅 선수 윤예지.
  - 대한민국의 배우 이소영.
  - 대한민국의 가수 영잔디스.
- 1995년
  - 대한민국의 야구 선수 안규현 (삼성 라이온즈).
  - 대한민국의 야구 선수 박세웅 (롯데 자이언츠).
  - 일본의 성우 코야마 모모요.
- 1996년 - 대한민국의 가수 희주.
- 1997년 - 일본의 아이돌 야마모토 안나.
- 1998년
  - 대한민국의 사격 선수 김모세.
  - 대한민국의 아나운서 김희연.
- 1999년 - 대한민국의 가수 윤재찬.
- 2000년
  - 대한민국의 가수 범승혁.
  - 대한민국의 배구 선수 이승준.
- 2001년 - 대한민국의 축구 선수 변준수.
- 2002년 - 대한민국의 가수 형준 (X1).
- 2004년
  - 대한민국의 사격 선수 최대한.
  - 대한민국의 축구 선수 이찬우.
- 2006년 - 태국의 가수 설린.
- 2008년 - 대한민국의 배우 송준희.
- 2010년 - 대한민국의 가수 시우.

### 미상
- 대한민국의 가수 조아.
- 대한민국의 음악인 퀜치.

## 사망
- 912년 - 동프랑크 왕국의 귀족 오토 1세 폰 작센. (840년~)
- 1900년 - 아일랜드의 극작가 오스카 와일드. (1854년~)
- 1905년 - 당시 대한제국의 애국지사, 정치가 민영환. (1861년~)
- 1954년 - 독일의 지휘자 겸 작곡가 빌헬름 푸르트벵글러. (1886년~)
- 2010년 - 대한민국의 배우 트위스트 김. (1936년~)
- 2013년
  - 미국의 영화배우 폴 워커. (1973년~)
  - 대한민국의 국악인, 무용가 임이조. (1950년~)
- 2015년
  - 대한민국의 육상 선수 서말구. (1955년~)
  - 대한민국의 군인 박원석. (1923년~)
- 2018년
  - 미국의 제41대 대통령 조지 H. W. 부시. (1924년~)
  - 티베트의 승려 팔덴 갸초. (1933년~)
- 2019년 - 라트비아의 지휘자 마리스 얀손스. (1943년~)
- 2021년 - 대한민국의 만화가 신문수. (1939년~)
- 2022년
  - 중화인민공화국의 정치인 장쩌민. (1926년~)
  - 뉴질랜드의 육상 선수 머리 홀버그. (1933년~)
  - 오스트리아의 영화배우 크리스티아네 회르비거. (1938년~)
- 2023년 - 영국의 정치인 앨리스터 달링. (1953년~)

## 기념일
- 생명의 도시의 날(Cities for Life Day): 사형제를 폐지하고 생명의 문화를 정착시키고자 세계 사형 반대의 날을 만듦
- 보니파시오의 날: 필리핀
- 순교자의 날: 아랍에미리트

## 같이 보기
- 전날: 11월 29일 다음날: 12월 1일 - 전달: 10월 30일 다음달: 12월 30일
- 음력: 11월 30일
- 모두 보기